# Morningwood (album)
Morningwood – debiutancki album nowojorskiego zespołu Morningwood. Został wydany przez wytwórnię Capitol Records w 2006 roku.

## Lista utworów
Wszystkie utwory (oprócz podpisanych inaczej) napisane przez Pedro Yanowitz i Chantal Claret.
1. "Nü Rock" (Claret, Timo Ellis) – 2:30
2. "Televisor" – 3:37
3. "Nth Degree" (Yanowitz) – 3:55
4. "Jetsetter" – 3:54
5. "Take Off Your Clothes" – 3:17
6. "Body 21" – 3:37
7. "Easy" (Yanowitz, Claret, Richard Steel, Japa Keenon) – 3:10
8. "Babysitter" – 3:31
9. "New York Girls" (Yanowitz) – 2:56
10. "Everybody Rules" (Yanowitz, Claret, Ellis) – 3:08
11. "Ride the Lights" – 4:06
12. "Knock on Wood" (utwór dodatkowy tylko w wersji japońskiej) – 3:53

## Reakcja krytyków
Album otrzymał mieszane recenzje krytyków. Jonathan Ringen z Rolling Stone nazwał go "bardziej-chwytliwą-niż-chlamydia mieszanką power-popowego wciągania i efektów ciężkiego riffowania" ale zauważył, że "każdy cukierkowo odziany nadmiar może pozostawić po sobie uczucie podobne do Courtney Love po ciężkiej nocy". Dla Allmusic, Johnny Loftus ocenił piosenki jako "seksownie chwytliwe zwroty wokół wcześniej nieznanych rytmów".

## Utwory użyte jako soundtrack
Utwór "Nü Rock" został zamieszczony w soundtracku gry video: Burnout Revenge and SSX on Tour.
Utwór "Jetsetter" został zamieszczony w soundtracku gry video: Midnight Club 3: DUB Edition Remix.
Utwór "Babysitter" został zamieszczony w soundtracku gry video: The Sopranos: Road to Respect.
Album zajął 102. miejsce na liście the billboard 200 i 1. miejsce na liście najlepszych albumów the Heatseakers.